# Astrid Henning-Jensen
Pour les articles homonymes, voir Henning et Jensen.
Astrid Henning-Jensen est une réalisatrice danoise née le 10 décembre 1914 à Copenhague et morte le 5 janvier 2002.

## Filmographie
- 1941 : Cykledrengene i Tørvegraven
- 1943 : S.O.S. - kindtand
- 1944 : De danske sydhavsøer
- 1945 : Dansk politi i Sverige
- 1947 : Stemning i april
- 1947 : Ces sacrés gosses
- 1948 : Kristinus Bergman
- 1949 : Palle alene i verden
- 1950 : Vesterhavsdrenge
- 1951 : Kranes konditori
- 1951 : Ukjent mann
- 1953 : Solstik
- 1954 : Tivoligarden spiller
- 1954 : Ballettens børn
- 1955 : Kærlighed på kredit
- 1959 : Hest på sommerferie
- 1959 : Paw, un garçon entre deux mondes
- 1961 : Een blandt mange
- 1966 : Utro
- 1967 : Min bedstefar er en stok
- 1969 : Mej och dej
- 1978 : Vinterbørn
- 1980 : Øjeblikket
- 1986 : Barndommens gade
- 1996 : Bella, min Bella